# Bas Mulder
Sebastianus "Bas" Adrianus Wilhelmus Rudolfus Mulder (17 de julio de 1931 - 10 de abril de 2020) fue un sacerdote católico neerlandéssurinamés. 

## Biografía
Mulder nació en el distrito Beugen de la ciudad de Boxmeer en los Países Bajos. Como misionero de la Iglesia Católica, se mudó de los Países Bajos a Surinam en 1959. Después de la independencia de Suriname en 1975, también recibió la nacionalidad de Suriname. Viviría allí durante 50 años, toda su vida activa. Era conocido como un 'sacerdote juvenil' y como un 'sacerdote mediático'. Fue importante para el desarrollo de varios deportes en Surinam y fue presidente de la Asociación de Voleibol de Surinam. También era un corredor de larga distancia. Durante el golpe de Estado surinamés de 1980, cuando no se publicaron periódicos, escribió artículos críticos en la revista eclesiástica Omhoog.
Mulder se quedó en Surinam hasta 2009 y luego regresó a los Países Bajos. Comenzó a vivir en una comunidad de sacerdotes en Boxmeer.

## Muerte
Mulder murió el 10 de abril de 2020 a la edad de 88 años debido a COVID-19 causado por el virus del SARS-CoV-2 durante la pandemia de enfermedad por coronavirus.